# Horizon Forbidden West: Burning Shores
Horizon Forbidden West: Burning Shores (в русской локализации — «Horizon Запретный Запад: Пылающие берега») — дополнение к компьютерной игре Horizon Forbidden West, разработанное нидерландской студией Guerrilla Games и изданное Sony Interactive Entertainment для игровых приставок PlayStation 5 в 2023 году. Дополнение вошло в расширенное издание игры Horizon Forbidden West Complete Edition, которое было портировано на Windows и вышло в 2024 году на PC. Проект добавляет в оригинальную Horizon Forbidden West новую локацию — постапокалиптический Лос-Анджелес с новыми персонажами, квестами, занятиями и видами роботов. Пользователю доступны новое оружие, броня, навыки и механики игрового процесса. Дополнение продолжает сюжетную линию оригинальной игры: главная героиня — молодая девушка Элой — отправляется в Лос-Анджелес, чтобы остановить сбежавшего «зенита» — сверхтехнологичного человека по имени Уолтер Лондра, который не был побеждён во время битвы команды Элой против остальных «зенитов» в оригинальной Horizon Forbidden West. В Лос-Анджелесе Элой встречает Сейку — другую молодую девушку, которая разыскивает своих людей, попавших в беду. Элой и Сейка становятся дружной командой и совместно борются против Лондры, по мере достижения своих целей всё больше сближаясь друг с другом.
При разработке дополнения сценаристы глубоко проработали характер Элой и взаимоотношения между главной героиней и Сейкой, а дизайнеры вложили много усилий в финальную битву с гигантским роботом, которая потребовала создания особенно сложных и многочисленных анимаций, а также применения новой специальной технологии. Из-за высокой детализации графики, необходимости использования большего количества ресурсов и более серьёзных ограничений по скорости обработки данных, чем требовалось ранее, студия приняла решение отказаться от поддержки PlayStation 4 в рамках Burning Shores и выпустить проект эксклюзивно для последнего поколения этой игровой приставки — PlayStation 5. Дополнение было положительно оценено игровой прессой: рецензенты указали на высокое качество аддона как составной части Horizon Forbidden West с точки зрения игрового процесса и сюжета. В качестве достоинств упоминался высокий художественный уровень визуализации локаций и персонажей, проработка характеров главных героев и их актёрская игра, нововведения в битвы с роботами. Некоторые обозреватели назвали недостатком игры плохое, по их мнению, качество реализации боевой системы во время битвы с финальным боссом. Игровая пресса и игроки акцентировали внимание на поцелуе Элой и Сейки в конце игры: это решение сценаристов удостоилось как хвалебных отзывов от части аудитории, так и привело к обвинениям со стороны другой части пользователей в навязывании ЛГБТ-повестки.

## Игровой процесс
Horizon Forbidden West: Burning Shores является загружаемым контентом и расширяет возможности игры Horizon Forbidden West, базируясь на её оригинальном игровом процессе. Оригинальная игра представляет собой Action/RPG с видом от третьего лица. Игрок управляет молодой охотницей по имени Элой в постапокалиптическом открытом мире, населённом механическими зверями-роботами. Наряду с сюжетными заданиями имеется множество побочных квестов, и Элой помимо выполнения сюжетных миссий может исследовать игровой мир, сражаться с враждебно настроенными людьми и охотиться на роботов с помощью различного оружия и иного снаряжения.
События Burning Shores начинаются после окончания основной сюжетной линии оригинальной игры и являются продолжением приключений Элой. Вскоре после начала сюжета дополнения на юго-западе карты игрового мира становится доступна новая локация — Лос-Анджелес, которая хоть и не соединена с остальным открытым миром игры, но у игрока есть возможность свободно путешествовать между ней и Запретным Западом. На территории Лос-Анджелеса происходят основные события сюжетной линии дополнения; также там имеется несколько побочных заданий и новые активности.
Новая локация представляет собой берег и группу островов с высокой вулканической активностью. Лава, вытекающая из трещин в различных частях региона, представляет опасность для главной героини. В Лос-Анджелесе обитают несколько ранее неизвестных видов роботов: похожий на жабу желчезоб (англ. Bilegut), откладывающий яйца, из которых вылупляются другие роботы — миниатюрные слепни (англ. Stingspawn), а также водокрыл (англ. Waterwing) — летающая машина, верхом на которой Элой способна не только перемещаться в воздухе, но и нырять под воду. В качестве босса выступает Гор (англ. Horus) — огромная машина, с которой Элой необходимо сразиться по сюжету.
Дополнение открывает доступ к новым видам оружия и брони, для покупки и улучшения которых необходим новый редкий расходный ресурс — минерал лучезар (англ. Brimshine), разбросанный по окрестностям Лос-Анджелеса. Героине доступны не только дополнительные виды традиционного оружия, но и совершенно новое высокотехнологичное оружие «зенитов». Также аддон увеличивает максимальный уровень игрока с прежнего пятидесятого до шестидесятого, добавляет новые навыки в существующие ветви навыков Элой и предоставляет ей дополнительные платформерные возможности (такие как способность воспарить над гейзером с помощью щита-крыла и создание собственных точек зацепа с помощью баллисты). Героине доступен новый транспорт — ялик, на котором она может передвигаться по воде в пределах новой локации.
Многие активности в Лос-Анджелесе дополняют таковые из оригинальной игры (новое подземелье-котёл, которое можно пройти для получения возможности подчинять себе местные машины, и новые руины с реликвией, для успешного исследования которых нужно решить платформерную головоломку) либо являются их альтернативой (заставы фанатиков, которые Элой предлагается зачистить от врагов, и «Полёт по треку», который героиня может преодолеть на летающей машине, чтобы посмотреть, как та или иная подлокация Лос-Анджелеса выглядела в прошлом мире). Также добавлены новые коллекционные предметы, которые игроку предложено найти в новой локации.
После завершения сюжетной линии Burning Shores и финальных титров пользователь может продолжить исследовать Лос-Анджелес. По различным оценкам игровой прессы продолжительность прохождения аддона составляет примерно 6—8 часов без учёта побочных активностей, а некоторые издания оценивают общее время прохождения дополнения в 10—12 часов.

## Сюжет

Элой во время битвы с Гором

Действие Burning Shores, как и остальных проектов серии Horizon, происходит в постапокалиптической Америке на территории бывших США через сотни лет после нашего времени. Жизнь на Земле была уничтожена людьми прошлого, а затем восстановлена посредством терраформирования, и ныне место действия серии игр представляет собой дикие ландшафты первозданной природы, населённые опасными звероподобными роботами — машинами, а также немногими людьми, утратившими знания наших дней и живущими в племенах. Главная героиня — молодая девушка Элой (Эшли Бёрч), которая смогла получить знания о прошлом мире и теперь пытается спасти жизнь на Земле от новых угроз уничтожения. В игре Horizon Forbidden West на Землю вернулись «зениты» — космические путешественники, покинувшие планету прошлого и победившие старость. Они хотели забрать с Земли то, что нужно для терраформирования, чтобы затем улететь и создать жизнь на другой планете. Причина такого плана «зенитов» заключалась в том, что их преследовала и хотела уничтожить Немезида — продвинутый искусственный интеллект. Элой при помощи своих соратников одержала победу над враждебно настроенными «зенитами», но теперь планете угрожает приближающаяся Немезида.
После победы над «зенитами» один из соратников Элой Сайленс (Лэнс Реддик) обнаруживает информацию об ещё одном, непобеждённом «зените» по имени Уолтер Лондра (Сэм Уитвер), и Элой отправляется на территорию бывшего Лос-Анджелеса, чтобы найти и остановить его. Там девушка попадает в зону действия башни, которая уничтожает дальнобойными атаками всё, что оказывается слишком близко к ней. Выстрелы башни попадают в светокрыла — робота, на котором летит Элой, — и девушка падает на остров, где сталкивается с Сейкой (Кайли Лия Пейдж) — воительницей племени Квен, часть которого попала в беду и оказалась на местных островах. Сейка пытается найти своих людей, которые пропали на островах, — в частности, свою сестру, — и цель её путешествия оказывается схожей с целью главной героини.
Сейка и Элой совместно пробираются к башне и деактивируют устройство, которое, как выясняется, сконструировал Лондра для своей защиты. Когда угрозы больше нет и по территории вновь можно свободно путешествовать, соратницы продолжают поиски Лондры и пропавших Квен: они посещают руины бывшей штаб-квартиры предприятия, которым до апокалипсиса владел Лондра. Там они находят данные о другом комплексе, в котором и обнаруживаются пропавшие Квен. Элой и Сейка узнают о том, что Лондра создал культ, поставив себя в качестве божества, и обратил в свой культ этих Квен. Лондра строит космический корабль, чтобы улететь с Земли, а это может загрязнить окрестные земли радиоактивными отходами. Обманом внедрившись в ряды фанатиков Квен, Элой и Сейка разрушают планы Лондры и освобождают Квен. Однако среди них нет сестры Сейки: как выясняют соратницы, Лондра отвёл некоторых Квен, включая сестру Сейки, в свой парк неподалёку.
Параллельно разворачивается сюжетная линия взаимоотношений Сейки и Элой: они обижаются друг на друга за то, что не хотят быть друг с другом откровенными; так Элой скрывает от Сейки правду о том, зачем Лондра хочет улететь с Земли, боясь напугать свою новую подругу вероятным уничтожением мира Немезидой, которое ожидается в недалёком будущем; но, в конце концов, героиня открывает этот секрет. По мере совместных приключений Элой и Сейка всё больше сближаются друг с другом.
Элой приручает новую летающую машину — водокрыла, чтобы с её помощью преодолеть новую дальнобойную башню Лондры, которая охраняет парк. Вместе с Сейкой они попадают в парк, где выясняют, что Лондра хочет основать колонию на далёкой планете и создать там людей из ДНК Квен. С собой он собирается взять некоторых тщательно отобранных Квен в качестве своей свиты, которая будет помогать ему править, для чего он проводит с ними психологические манипуляции, чтобы они были ему полностью подконтрольны. Главным героиням удаётся спасти сестру Сайки, которой «зенит» намеревался заменить свою возлюбленную из старого мира.
Одерживая над Лондрой победу за победой, соратницы не оставляют «зениту» ничего другого, кроме как запустить Гора — гигантскую боевую машину прошлого — и попробовать одолеть Элой и Сейку с помощью него. Подруги решают использовать свою ловкость и маленький размер против неповоротливости и старости Гора. Пока Элой атакует Гора с земли, научившаяся летать на машине Сейка отвлекает противника, кружа вокруг него. Пробравшись внутрь Гора, Элой убивает Лондру. После победы над «зенитом» между Элой и Сейкой происходит последний разговор, в ходе которого Сейка признаётся Элой в своих чувствах к ней. Далее в зависимости от выбора игрока может иметь место романтическая сцена с любовным поцелуем Элой и Сейки либо объяснение Элой, почему главная героиня не может ответить подруге взаимностью. После любой из этих сцен соратницы расстаются из-за того, что каждой из них предстоит своя миссия.

## Разработка

### Персонажи и игровой мир
По словам сценаристов Guerrilla Games, разработке Horizon Forbidden West: Burning Shores предшествовал небольшой перерыв после завершения работы над оригинальной игрой. Дополнение стало своеобразным «прощанием» с Horizon Forbidden West и в то же время возможностью для команды осмыслить, какие составляющие можно было бы улучшить по сравнению с оригинальной игрой. Авторы сценария называют Burning Shores своеобразным ответом на дополнение к предыдущей игре — Horizon Zero Dawn: The Frozen Wilds. В отличие от The Frozen Wilds, где Элой не претерпела личностного роста, в Burning Shores сценаристы стремились развить характер главной героини. Этому способствовал тот факт, что действие Burning Shores происходит после событий оригинальной игры, в то время как The Frozen Wilds представляет собой побочный квест, который игроку предлагается выполнить в ходе сюжетной кампании. Для того чтобы продолжить развитие личности Элой, разработчики решили ввести в историю Сейку — компаньона, которого Элой могла бы воспринимать как равного себе. С самого начала разработки существовала концепция взаимоотношений между Элой и Сейкой; сценаристы лишь опасались, что им не хватит времени рассказать эту историю в дополнении и укрепить должным образом эмоциональную связь между соратницами. Отвечая на вопрос о «каминг-ауте» Элой и её романтической сцене с Сейкой, старший сценарист Бен МакКоу подчёркивал, что вся команда была едина в поддержке такой идеи, и в коллективе не было каких-либо дебатов по этому поводу; единственные внутренние творческие дискуссии касались организационных вопросов — например, о том, как оформить происходящее наиболее эффективно и как сделать Сейку настолько интересным персонажем, насколько возможно. По словам МакКоу, Guerrilla Games выбрали актрису Кайли Лию Пейдж на роль Сейки после того, как она успешно продемонстрировала «уязвимость» в сочетании с силой и независимостью. На прослушивании Пейдж удалось реалистично изобразить гнев, и это понравилось разработчикам, так как они стремились дать Сейке «внутренний огонь» и создать конфликт между двумя главными героинями. Сюжетные сцены взаимодействия Элой и Сейки создавались с использованием захвата движений актрис Эшли Бёрч и Кайли Лии Пейдж, и для Кайли участие в этом проекте стало первым подобным опытом.
Идея ввести в игру постапокалиптический Лос-Анджелес существовала ещё на этапе разработки оригинальной Horizon Forbidden West, однако с учётом наличия в игре Лас-Вегаса и Сан-Франциско разработчики от этого отказались. Когда стало ясно, что команда будет создавать DLC к игре, первым местом действия, идея о котором пришла в голову разработчиков, стал Лос-Анджелес. Команде Guerrilla Games нравилась идея изображения постапокалиптического будущего с повышением уровня моря, вулканической и тектонической активностью, и разработчики решили воплотить эту идею в своём вымышленном Лос-Анджелесе будущего. Кроме того, сценаристы с самого начала приняли решение, что на этой островной локации действующими лицами будет племя Квен из-за его особенностей, присущих мореплавателям, тем более что экранное время, выделенное на Квен в оригинальной игре, казалось разработчикам недостаточным. Уолтер Лондра в качестве антагониста был придуман как персонаж, который способен заставить гигантского робота из прошлого мира функционировать и сражаться, а также может создать нарциссический культ вокруг себя, обладающий способностью подчинить себе племя. Также подобный герой, по замыслу, должен был быть сюжетно связанным с Голливудом, где происходит действие аддона.

### Дизайн и технологические вызовы

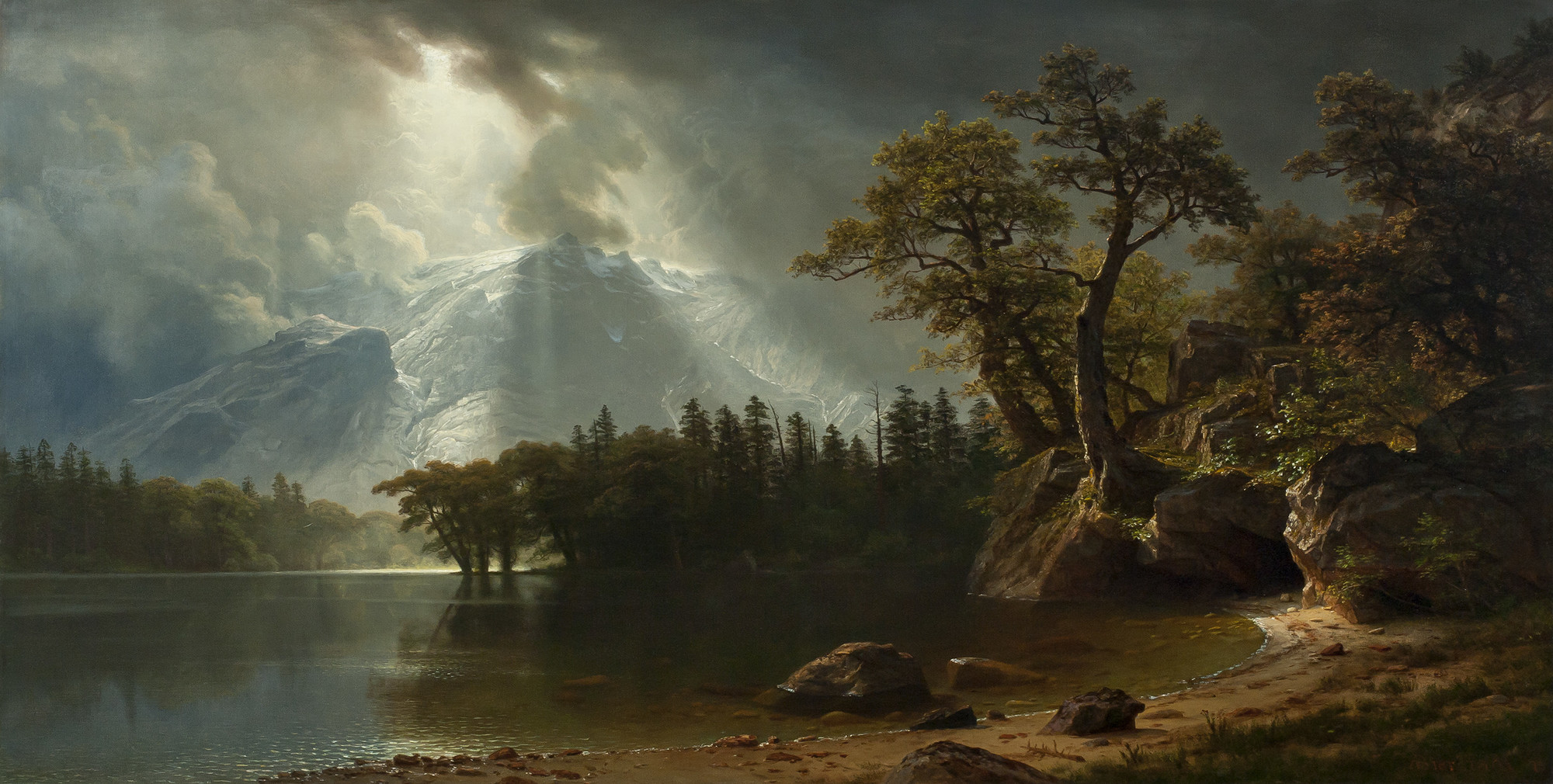
А. Бирштадт. Проходящая буря над Сьерра-Невадой (1870). Творчество художника и других представителей люминизма послужило Guerrilla источником вдохновения для изображения взаимодействия света и тени между облаками и землёй в играх серии Horizon

Разработчики запланировали финальную битву с Гором в самом начале работы над дополнением, так как им всегда было интересно представить, каково это — сражаться с подобной огромной машиной. Непростой задачей для дизайнеров стало изображение процесса боя Элой и Сейки с Гором: в то время как эта гигантская машина не видна на экране полностью во время боя, разработчики старались сделать так, чтобы игрок, тем не менее, мог увидеть все боевые способности машины, а также разрушения ландшафта, которые она причиняет на своём пути. Гор стал самым сложным роботом для Guerrilla с точки зрения дизайна, масштаба и взаимодействия между командами, и сама эта реализация существенно отличалась от работы над другими машинами. Робот имеет более тысячи ориентационных или шарнирных соединений между частями своего тела, что в пять раз больше, чем содержит самая сложная машина, разработанная до этого. Чтобы реализовать поведение Гора на поле боя, разработчикам пришлось создать две сотни анимаций его движений. Хотя игровой движок уже поддерживал карабкание по объектам и машинам, разработчики были вынуждены создать новую технологию, чтобы руки и ноги Элой хорошо смотрелись на фоне выступов на ноге робота, по которой героине предстояло карабкаться.
В Horizon Forbidden West: Burning Shores Элой получила возможность летать сквозь облака. Перед разработчиками стояла задача создания качественных объёмных облаков, визуализация которых происходила бы достаточно эффективно с точки зрения производительности. Существовала необходимость обработки огромного количества воксельных данных; для этого главный дизайнер по спецэффектам Guerrilla Эндрю Шнайдер разработал новый способ получения воксельных данных с низкой детализацией и добавлением деталей во время рендеринга, а программист Хью Малан работал над сжатием данных, чтобы к ним можно было быстрее обращаться в памяти. По словам Шнайдера, вместе эти процессы делали рендеринг объёмных воксельных облаков экспоненциально быстрее. Самой затратной частью этой задачи была скорость вычисления освещения облаков, и Малану пришлось искать способ уменьшить ресурсоёмкость этой операции так, чтобы она соответствовала возможностям оборудования. Отдельной задачей являлась балансировка качества и производительности при рендеринге; для этого программист и графический инженер Джеймс Макларен помог команде понять, как код программы ведёт себя в PlayStation на низком уровне, и его знания позволили команде в полной мере воспользоваться преимуществами аппаратного обеспечения, оптимизировав код для PlayStation 5.
Из-за технически более продвинутого уровня дополнения Burning Shores по сравнению с оригинальной игрой команде Guerrilla пришлось отказаться от поддержки PlayStation 4, и первоначальный релиз проекта состоялся лишь на PlayStation 5. Руководитель проекта Матийс де Йонг объяснил это решение тем, что в случае оригинальной Horizon Forbidden West весь создаваемый контент требовал дополнительной работы над планом оптимизации для PS4. Поскольку Лос-Анджелес имеет более высокий уровень детализации, чем локации оригинальной игры, ему требуется больше вычислительной мощности и более высокая скорость потоковой передачи данных, а в ходе финальной битвы с Гором необходимо много памяти.

## Анонс, продвижение и выход
Horizon Forbidden West: Burning Shores была анонсирована 8 декабря 2022 года на церемонии вручения премий The Game Awards 2022, где был показан первый трейлер дополнения. Трейлер демонстрирует полёт Элой на летающей машине над вулканическим архипелагом Лос-Анджелеса, а затем гигантскую машину, разрушающую знак Голливуда. В ролике была указана дата выхода аддона — 19 апреля 2023 года, а в качестве целевой платформы была обозначена PlayStation 5.
22 марта 2023 года был открыт предзаказ на Horizon Forbidden West: Burning Shores. Игроки, сделавшие предварительный заказ, получали доступ к двум бонусным предметам для Элой в предстоящем дополнении — костюму и луку. Был опубликован трейлер, демонстрирующий эти бонусы. 29 марта разработчики обнародовали скриншоты, показывающие новые реалистичные облака из предстоящего дополнения, а также рассказали о процессе создания этих облаков. 19 апреля, в день выхода аддона, был опубликован релизный трейлер и новые скриншоты.
Дополнение вошло в состав расширенной версии оригинальной игры — Horizon Forbidden West Complete Edition, которая была издана 6 октября 2023 года на PlayStation 5. Complete Edition была портирована на Windows и вышла 21 марта 2024 года на PC.
Релиз Horizon Forbidden West: Burning Shores не состоялся в России: хотя изначально российские пользователи PlayStation Store могли оформить предварительный заказ на дополнение, за несколько дней до мирового релиза в апреле 2023 года Sony удалила страницу проекта из российской версии этого магазина и вернула деньги всем российским аккаунтам, которые успели сделать предзаказ до этого. В качестве причины отмены предзаказов было указано, что компания больше не продаёт этот товар в данной стране. Релиз дополнения в составе ПК-версии Horizon Forbidden West Complete Edition не состоялся в России и Беларуси из-за того, что в феврале 2024 года Sony запретила активацию своих игр для персональных компьютеров на территории этих стран.

## Восприятие

### Отзывы прессы
| Сводный рейтинг    | Сводный рейтинг |
| Агрегатор          | Оценка          |
| ------------------ | --------------- |
| Metacritic         | 82/100          |
| MobyRank           | 79 %            |
| OpenCritic         | 81/100          |
| Иноязычные издания |                 |
| Издание            | Оценка          |
| Destructoid        | 8,5/10          |
| Edge               | 6/10            |
| Gameblog           | 8/10            |
| Game Informer      | 8/10            |
| GamePro            | 84/100          |
| GameSpot           | 7/10            |
| IGN                | 8/10            |
| Push Square        | [ 8 ]           |
| RPGFan             | 85/100          |
| WorthPlaying       | 8/10            |

Дополнение получило преимущественно положительные отзывы прессы. Рейтинг продукта на Metacritic — 82 балла из 100 на основании 75 рецензий. Рецензенты называли Burning Shores хорошим дополнением к основной игре. Был отмечен умеренный объём материала в дополнении по сравнению с основной игрой: издания Destructoid, GameSpot, The Verge и Darker позитивно оценили этот факт, указав на отсутствие «типичной раздутости», свойственной играм с открытым миром, и называя аддон «приятным сжатым опытом», в то время как журналисты от Gameblog и Push Square заявили, что не отказались бы от более существенного использования игрового пространства. Рецензенты называли интересным сюжетное развитие персонажей Элой и Сейки и романтические отношения между ними, а издания IGN и Hardcore Gamer в своих вердиктах раскритиковали финальную битву с боссом, назвав её «неуклюже спроектированной» и «тусклой».
Рецензенты высоко оценили визуализацию новой локации за красоту пейзажей и графических эффектов. По мнению обозревателей, Burning Shores в визуальном плане сохраняет высокую планку оригинальной Forbidden West, а то и превосходит её за счёт графических улучшений. Обозреватели от изданий IGN, Jeuxvideo.com и GameSpot называли изображённый в игре постапокалиптический Лос-Анджелес великолепным, «устрашающе красивым», уникально визуализированным и подтверждающим статус Horizon Forbidden West как «одной из самых красивых игр на свете». По мнению Смангалисо Симелане от американского сайта Destructoid, «глубокие зелёные оттенки архипелагов прекрасно контрастируют с чистым синим морем, а случайные полосы ярко-красного, прорезающие ландшафт, придают художественный флёр, обеспечивая живописность Burning Shores с любого ракурса». Баязид Рзаев от российского интернет-журнала Darker отмечал визуальную гармонию во всех областях новой локации — «будь то пещеры, заводи или руины Лос-Анджелеса». Рецензенты также отмечали улучшение визуализации персонажей, в частности — их лицевых анимаций. Издания Destructoid и Jeuxvideo.com положительно оценили саундтрек дополнения, в котором «футуристические синтезаторы сочетаются с тёплыми и иногда первобытными мелодиями».

Сейка (слева) и Элой

Рецензенты особо отметили главных героев дополнения — протагонистку Элой, её напарницу Сейку и основного антагониста Уолтера Лондру. Пресса высоко оценила историю, сюжетную роль и развитие персонажей Элой и Сейки, а также становление взаимоотношений между ними. Журнал GameInformer и австралийская редакция сайта Kotaku отмечали, что Сейка не является просто пешкой, следующей за главной героиней, но становится настоящим партнёром, оказывающим игроку значительную помощь в игре и приятно, остроумно подшучивающим при этом. Издания IGN, Push Square и Gameblog выразили мнение, что появление Сейки помогает раскрыться персонажу Элой и очеловечить его. Рецензенты высоко оценили актёрскую игру Эшли Бёрч в роли Элой и Кайли Лии Пейдж в роли Сейки: по словам Стива Уоттса от GameSpot, выражение лица Элой иногда «демонстрирует поразительное количество невысказанных эмоций, когда она осознаёт свои чувства и разбирается с ними»; Саймон Кэрди от IGN пишет, что Кайли Лия Пейдж «великолепно справляется с задачей создания привлекательного, правдоподобного и многогранного персонажа за относительно короткое время». Рецензенты высказались по-разному об антагонисте Уолтере Лондре, сыгранном Сэмом Уитвером: издания Hardcore Gamer и Destructoid назвали Лондру лучшим антагонистом-человеком в серии Horizon на тот момент, а сайты IGN, RPGFan и GamePro придерживались более прохладного мнения об этом персонаже, называя его «невпечатляющим» или «отходящим на волосок от клише». Журналисты от GameSpot и Hardcore Gamer выражали точку зрения, что, благодаря хорошо созданному характеру персонажа, у игрока возникает идейная мотивация победить Лондру. По мнению некоторых игровых изданий, Лондра является аллюзией на Илона Маска, хотя разработчики подчёркивают, что антагонист не основан на каком-либо реально существующем человеке. Веб-сайт GameSpot и великобританский журнал Edge позитивно высказались и об актёрской игре Лэнса Реддика в роли Сайленса, чьё выступление в этом проекте стало последним в жизни.
Сюжет Burning Shores удостоился положительных или нейтральных отзывов. Кевин Дансмор от сайта Hardcore Gamer считает, что дополнение успешно в сюжетном плане, поскольку развивает идею сочетания научно-фантастических элементов с первобытным миром, свойственную серии Horizon, и исследует, что происходит, когда племенной народ взаимодействует с технологически продвинутыми «зенитами»; Лорен Роуз от австралийской редакции Kotaku назвала сюжетную линию дополнения одной из самых захватывающих во франшизе Horizon. С другой стороны, Баязид Рзаев от российского интернет-журнала Darker заявил, что сюжет «звёзд с неба не хватает», Саймон Кэрди от ресурса IGN назвал происходящее в Burning Shores «важной главой истории Элой, но не обязательно частью мира Horizon в целом», а Крис ДеАнджелус от сайта WorthPlaying указал на ряд сюжетных проблем, из-за которых, по собственным словам, испытал смешанные чувства относительно истории, которую рассказывает аддон. Побочные квесты были оценены положительно изданиями Gameblog, IGN и австралийской редакцией Kotaku.
Рецензенты в основном положительно оценили нововведения в битвы с рядовыми машинами — а именно, новые машины, добавленные с аддоном, и новые способы их уничтожения. Особенно рецензентам понравились желчезобы (англ. Bilegut) — жабоподобные машины, которые, по мнению обозревателей, выгодно отличаются от других роботов в бою. Рецензенты похвалили замысел финальной битвы с боссом за масштаб, размах и зрелищность, однако издания Edge, IGN и Hardcore Gamer раскритиковали её реализацию. Великобританский журнал Edge отметил «вялый и непоследовательный» платформер, плохую работу камеры и неудобное управление персонажем во время этого боя. Саймон Кэрди от IGN назвал финальную битву «неуклюже спроектированной», разочаровывающей и качественно не соответствующей большей части геймплея игры. Кевин Дансмор от Hardcore Gamer охарактеризовал битву как «фантастическое зрелище» и «инженерный подвиг», но назвал «тусклой» её реализацию и посетовал на отсутствие такого же пространства для воображения и эмерджентности, какие имеются в битвах с другими врагами.
Игровой процесс Burning Shores характеризовался рецензентами как незначительно улучшенный по сравнению с оригинальной игрой. Обозреватели положительно оценили новые способности, добавленные в дерево навыков, гейзеры для подъёма в воздух на планере, а также возможность нырять под воду на летающей машине. Французские издания Gameblog и Jeuxvideo.com выразили мнение, что присутствие в игре ялика бесполезно на фоне наличия других средств перемещения, а Лукаш Винкель от польской версии сайта Eurogamer указал этот транспорт в числе достоинств игры. Журналисты от Push Square и RPGFan посетовали на слишком малое количество занятий в новой локации за пределами сюжета, а обозреватель от интернет-журнала Darker, наоборот, назвал расстановку контента в дополнении более грамотной, чем в оригинале.

### Реакция на ЛГБТ-тематику
Романтические отношения Элой с девушкой Сейкой и их поцелуй в конце основной сюжетной линии Burning Shores вызвали бурную реакцию игроков, которые заподозрили главную героиню в том, что она является лесбиянкой. Как пишет игровая пресса, часть игроков осталась недовольна тем, что разработчики придали Элой нетрадиционную сексуальную ориентацию, в то время как другая часть поприветствовала это решение. Пол Тасси от американского журнала Forbes назвал ориентацию Элой довольно важной для ЛГБТ-представительства в играх и отметил, что героиня стала самым известным гей-персонажем со времён Элли из The Last of Us. Кеннет Шепард от американского сайта Kotaku был разочарован, что ориентация Элой «не была выражена» в основной игре Horizon Forbidden West, ограничившись только дополнением, и сравнил этот факт с раскрытием ориентации Элли в дополнении The Last Of Us: Left Behind.
Наличие в аддоне женского романтического интереса Элой привело к тому, что игроки обрушили рейтинг Burning Shores на агрегаторе рецензий Metacritic в первые дни после выхода дополнения: в результате средняя пользовательская оценка игры достигала 2,7 балла из 10. В частности, пользователи писали в своих рецензиях обвинения в адрес издателя игры Sony и студии-разработчика Guerrilla Games в том, что те навязывают игрокам ЛГБТ-повестку. Администрация Metacritic в ответ заявила, что собирается ужесточить модерацию из-за «оскорбительных и неуважительных» рецензий пользователей на продукт.
Сценаристы Burning Shores в интервью сайту VGC отреагировали на негативные отзывы части аудитории об отношениях Элой и Сейки. Энни Китейн заявила, что разработчикам важна обратная связь от людей, которые «действительно играли в игру», в то время как тех пользователей, «которые не играли в игру или просто пытаются вести себя негативно в сети», стоит игнорировать. Старший сценарист Бен МакКоу согласился с мнением коллеги и добавил, что для него не составляет труда отделить подобный негатив от других отзывов и понять, что это «образ мышления, с которым я никогда не смогу смириться».
Дополнение Horizon Forbidden West: Burning Shores было номинировано в категории «Выдающаяся видеоигра» на премию GLAAD Media Awards 2024, которая присуждается американской ЛГБТ-организацией ГЛААД за заметное представление ЛГБТ-сообщества в средствах массовой информации. Дополнение уступило игре Baldur’s Gate 3, ставшей лауреатом.